# Naturpark Ötscher-Tormäuer

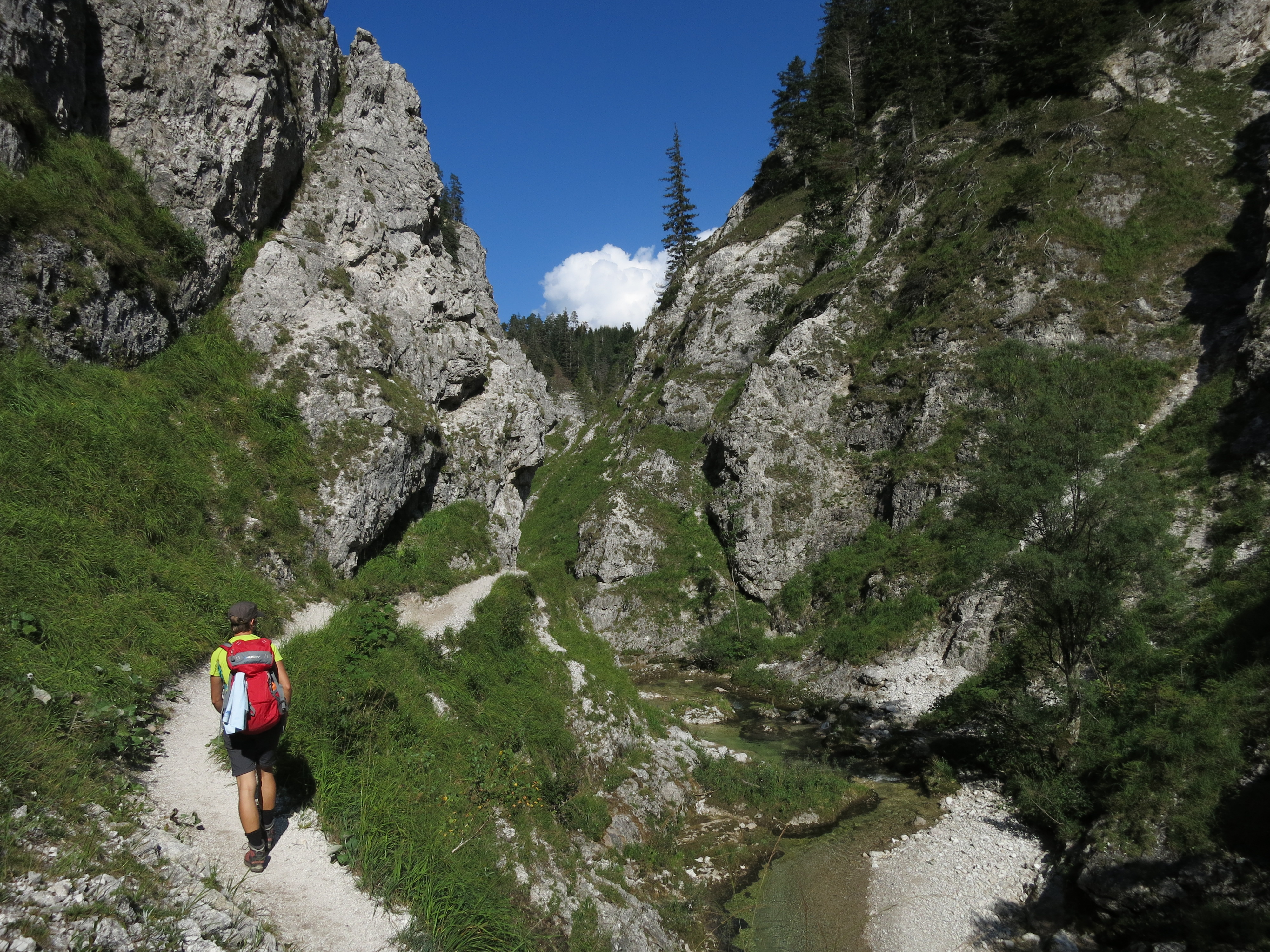
Vandringsled i naturparken.

Naturpark Ötscher-Tormäuer ligger i centrala Niederösterreich i kommunerna Lilienfeld och Scheibbs.
Naturparken bildades 1970 i samband med det europeiska året för naturbevarande samt som protest mot ett projekterat vattenkraftverk. Parken fick sitt namn efter det dominerande berget Ötscher som ligger 1893 meter över havet samt efter ravinen Tormäuer som bildas av källflöden till floden Erlauf. Sedan 1979 täcker naturparken en yta av 159,4 km².
Landskapet är en blandning av skogar, bergsängar och kalkstensklippor. På ängarna registrerades 25 olika arter av orkidéer. Andra markanta växter är ormbunken hjorttunga (Asplenium scolopendrium) och den giftiga äkta stormhatten (Aconitum napellus).
Naturparken har en brunbjörn som maskot. Fram till mitten av 1900-talet var arten i princip utdöd i Niederösterreich. Året 1971 registrerades en brunbjörn som kom från Slovenien och som etablerade sitt bo i naturparken. Andra typiska djur är kronhjort, gems, hornuggla, tornfalk och kungsörn.